# Храм Святых Космы и Дамиана (Думиничи)
Храм в честь святых бессребреников Космы и Дамиана — православный храм в посёлке городского типа Думиничи Калужской области.

## История
Проект, план и смета на строительство деревянной церкви при Думиничском чугунолитейном заводе была представлена в Калужское губернское правление в июне 1889 года и одобрены 8 числа того же месяца.
Храм был построен в 1890 году тщанием владельцев, служащих и мастеровых, в память чудесного спасения императора Александра III и его семейства от грозившей им опасности при крушении поезда близ станции Борки, недалеко от Харькова, 17 октября 1888 года. Вёл строительство инженер Митрофан Иванович Цыплаков.
Деревянные здание храма и колокольня были выстроены на каменном фундаменте. Единственный престол храма был освящен 6 февраля 1890 года. В 1895 году прихожане на собственные средства устроили два новых иконостаса. Недалеко от храма стояла деревянная сторожка. Приходское кладбище было окопано канавой и обнесено деревянной оградой.
Вокруг храма в 1904 году была установлена ограда из чугунных решеток. При храме была библиотека в 200 томов, устроенная в 1891 году на добровольные пожертвования прихожан, и земская школа, в которой в 1910 году обучалось 70 мальчиков и 40 девочек. 19 августа 1909 года храм посетил епископ Калужский и Боровский Вениамин.
После революции храм был закрыт, а в его здании расположился дом пионеров. В 1932 году он полностью сгорел. После пожара на его месте заложили пионерский сквер.
Приход был вновь образован в 1988 году. Богослужения первоначально проходили в молитвенном доме. Первым настоятелем был назначен игумен Донат (Петенков), через 4 месяца на его место был назначен Николай Нянькин, а 1 февраля 1991 года его сменил Иоанн Староста.
В 1991 году жители Думинич собрали подписи с просьбой разрешить построить новую церковь. На следующий год её начали сооружать на том месте, где она была раньше. Строительные работы были закончены только в 2001 году, после чего приступили к отделке.
С 2005 года богослужения совершаются в новой церкви. Освящены три престола: в честь святых бессеребренников Космы и Дамиана Ассийских, святого пророка Иоанна Предтечи и Владимирской иконы Божией Матери. Престольные праздники храм отмечает 14 ноября и 3 июня.
Храм освящен 11 октября 2009 года митрополитом Калужским и Боровским Климентом. При храме действует воскресная школа. Приходом духовно окормляется больница и детский дом поселка Думиничи.